# Улица Вячеслава Липинского (Киев)
Улица Вячеслава Липинского — улица в Шевченковском районе Киева, в местности Афанасьевский яр. Пролегает от улицы Ивана Франко до улицы Михаила Коцюбинского.

## История
Улица была проложена в конце XIX века и изначально называлась Святославской — в честь киевского князя Святослава Игоревича. В 1938 году вышло постановление о переименовании улицы в улицу Чапаева, в честь комдива Красной Армии Василия Чапаева. Во время немецкой оккупации улице вернули изначальное  название. В 1944 году она снова  стала  улицей Чапаева.
До Великой Отечественной войны пролегала до улицы Чкалова.
В октябре—декабре 2014 года руководство Киева провело интернет-обсуждение идеи переименования улицы в память об украинском историке и общественно-политическом деятеле В. Липинском. В итоге, с сентября 2015 года улица носит нынешнее название.

## Строения

### Нечётная сторона
- Дом № 3 — жилой дом в стиле неоклассицизм, с элементами конструктивизма (1945).
- Дом № 5 — жилой кирпичный дом 1908 года постройки.
- Дом № 7 — жилой дом, построенный в 1900—1901 архитектором Николаем Гордениным в стиле историзм.
- Дом № 9 — жилой дом, построенный в 1900—1901 архитектором Николаем Гордениным в стиле историзм.
- № 11 — жилой дом, построенный в 1900—1901 архитектором Николаем Гордениным.
- № 13 — жилой дом, построенный в 1900—1901 архитектором Николаем Гордениным.

### Чётная сторона
- Дом № 2/16 — жилой дом 1902 года постройки, построен архитектором Владимиром Николаевым в стиле историзм.
- Дом № 4-б — усадьба, возведённая архитектором Николаем Гордениным в стиле историзм (1899).
- Дом № 6 — жилой дом в стиле неоренессанс (1899–1902 годы).
- Дом № 8 — жилой дом 1900 года, построенный архитектором Николаем Яскевичем в стиле неоренессанс.
- Дом № 12 — жилой дом в стиле историзм (1902).

## Известные люди
- В доме № 9 провёл детские годы будущий писатель Константин Паустовский. В этом же доме в 1931 году у своего друга, профессора Киевского университета Евгения Перлина жил поэт Борис Пастернак. 20 февраля 2008 в память об этом на здании была  открыта мемориальная доска (скульптор — Николай Рапай), однако в ноябре 2015 при странных обстоятельствах она исчезла.[2]
- В доме № 12 в 1922–1924 годах жил писатель Григорий Косынка.
- В доме № 14 в 1944―1960 годах жил дважды Герой Советского Союза С. А. Ковпак.